# Gyan Evans
Gyan Evans (Geelong, 1960) è una cantautrice e produttrice discografica australiana.

## Biografia
Gyan Evans è salita alla ribalta nel 1989, con la pubblicazione del suo album di debutto Gyan, che ha raggiunto la 27ª posizione della ARIA Albums Chart e che è stato certificato disco d'oro in Australia. È stato promosso dai singoli Wait, It's Alright e Black Wedding Ring, che si sono piazzati rispettivamente alla numero 14, 49 e 93 a livello nazionale. Agli ARIA Music Awards 1990 la cantante è stata candidata a quattro premi, vincendone uno.

## Discografia

### Album in studio
- 1989 – Gyan
- 1992 – Reddest Red
- 2003 – Suburban Opera
- 2006 – Billy the Rabbit (con Michael Leunig)
- 2010 – Superfragilistically
- 2015 – This Girl's in Love

### Singoli
- 1989 – Wait
- 1989 – It's Alright
- 1990 – Black Wedding Ring
- 1992 – Something's Gotta Give
- 1992 – Visualize
- 2001 – Don't Hide Your Wild Away